# Hardenbergia comptoniana
Hardenbergia comptoniana är en ärtväxtart som först beskrevs av Henry Charles Andrews, och fick sitt nu gällande namn av George Bentham. Hardenbergia comptoniana ingår i släktet Hardenbergia och familjen ärtväxter. Inga underarter finns listade i Catalogue of Life.

## Bilder

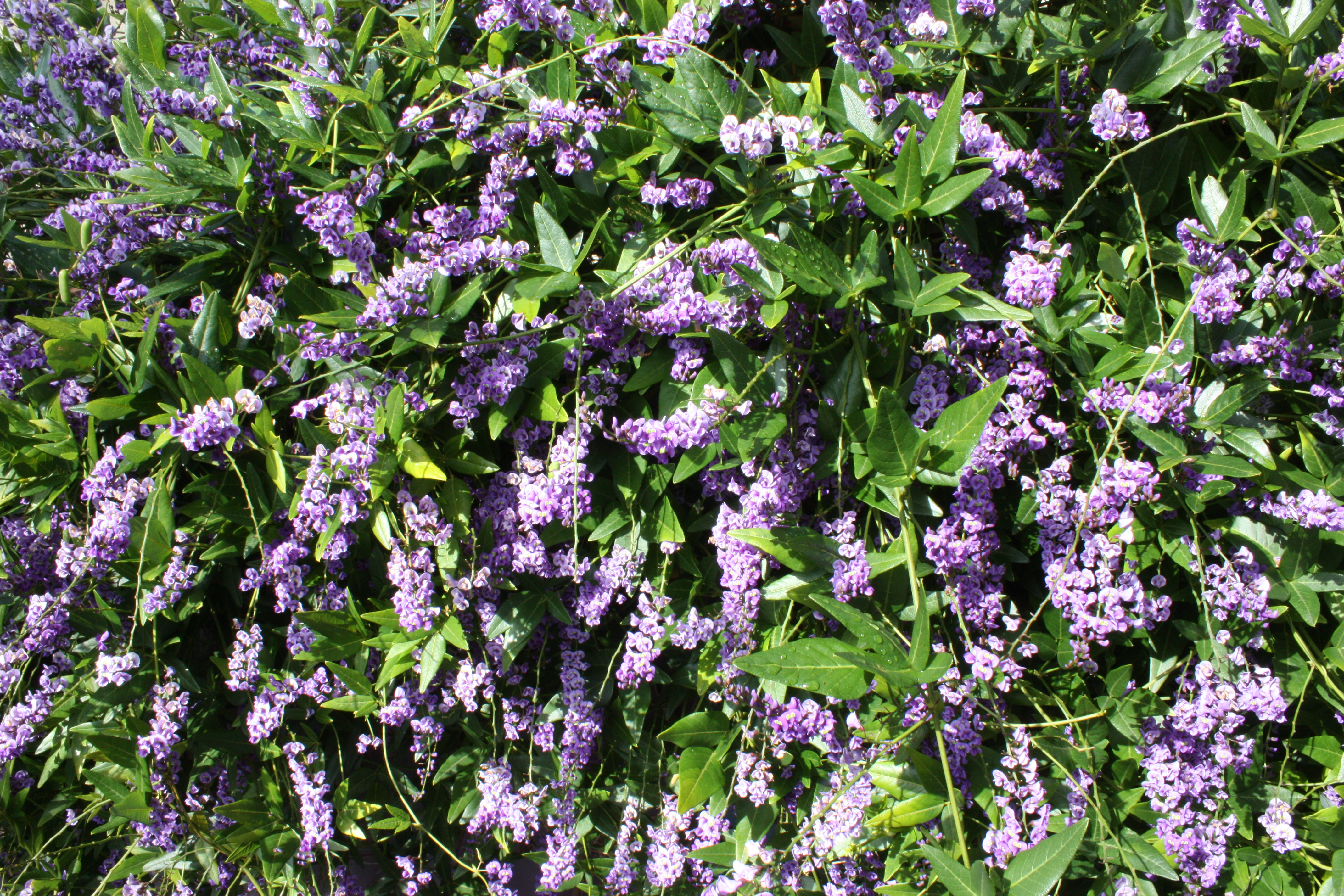
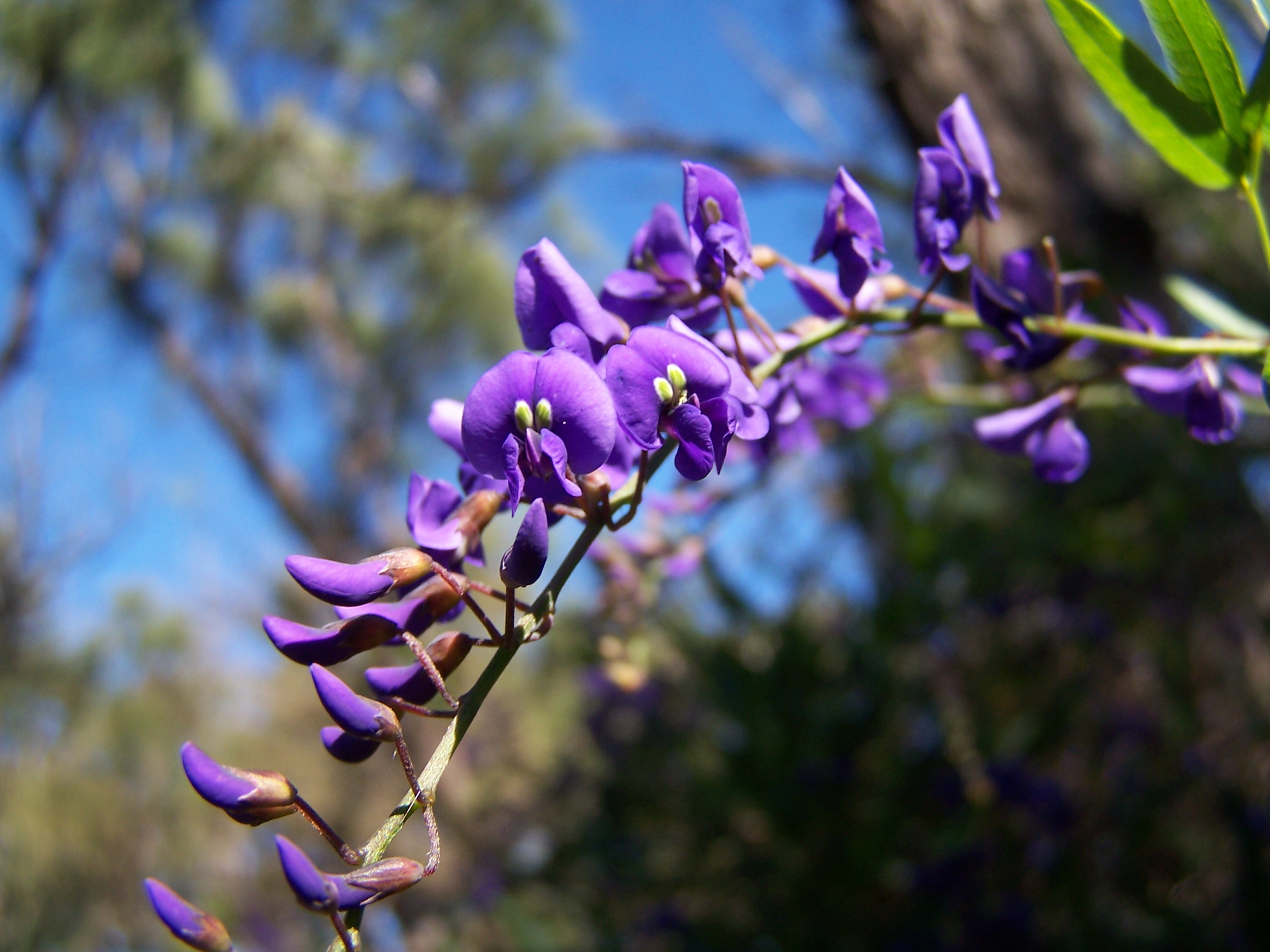
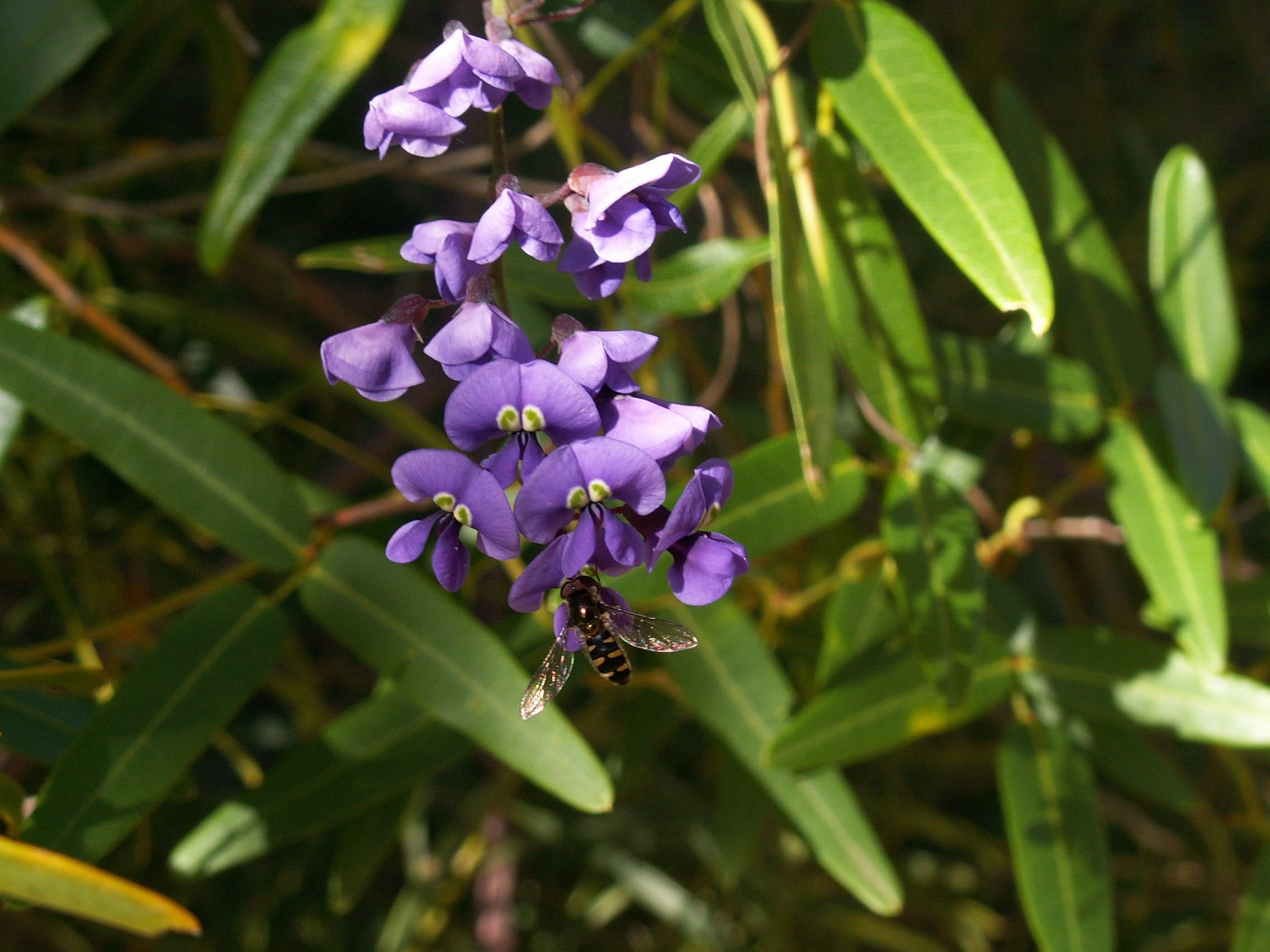
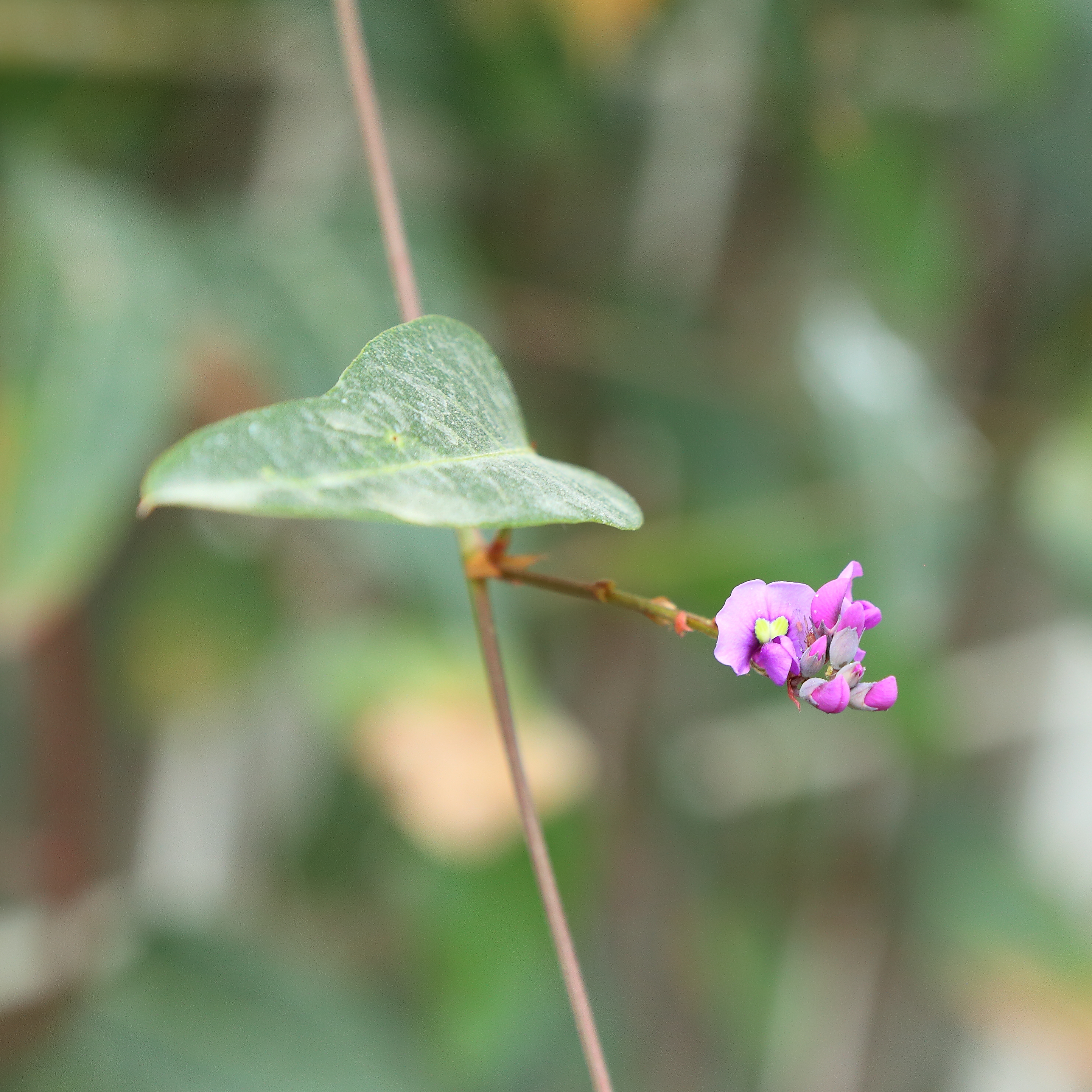
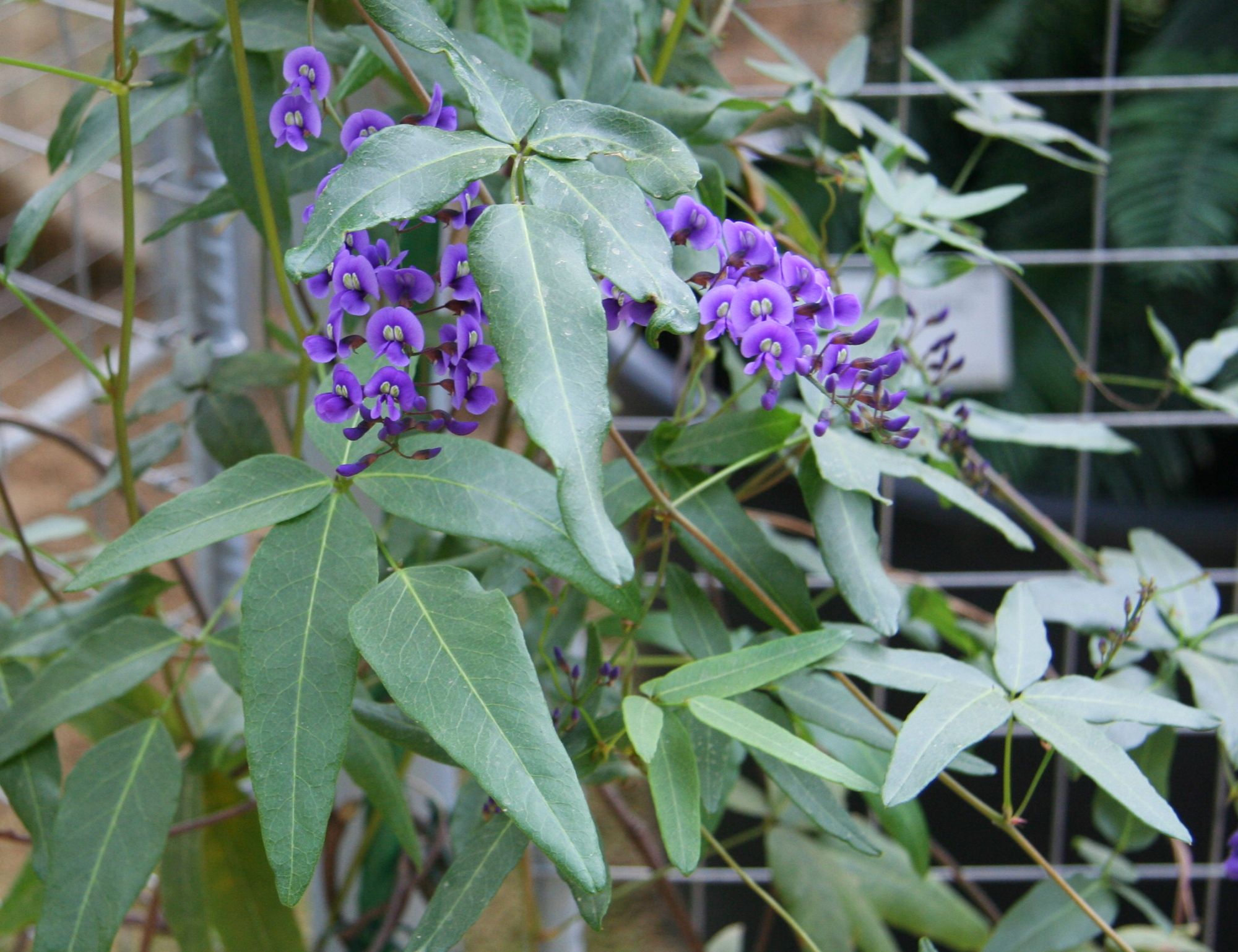
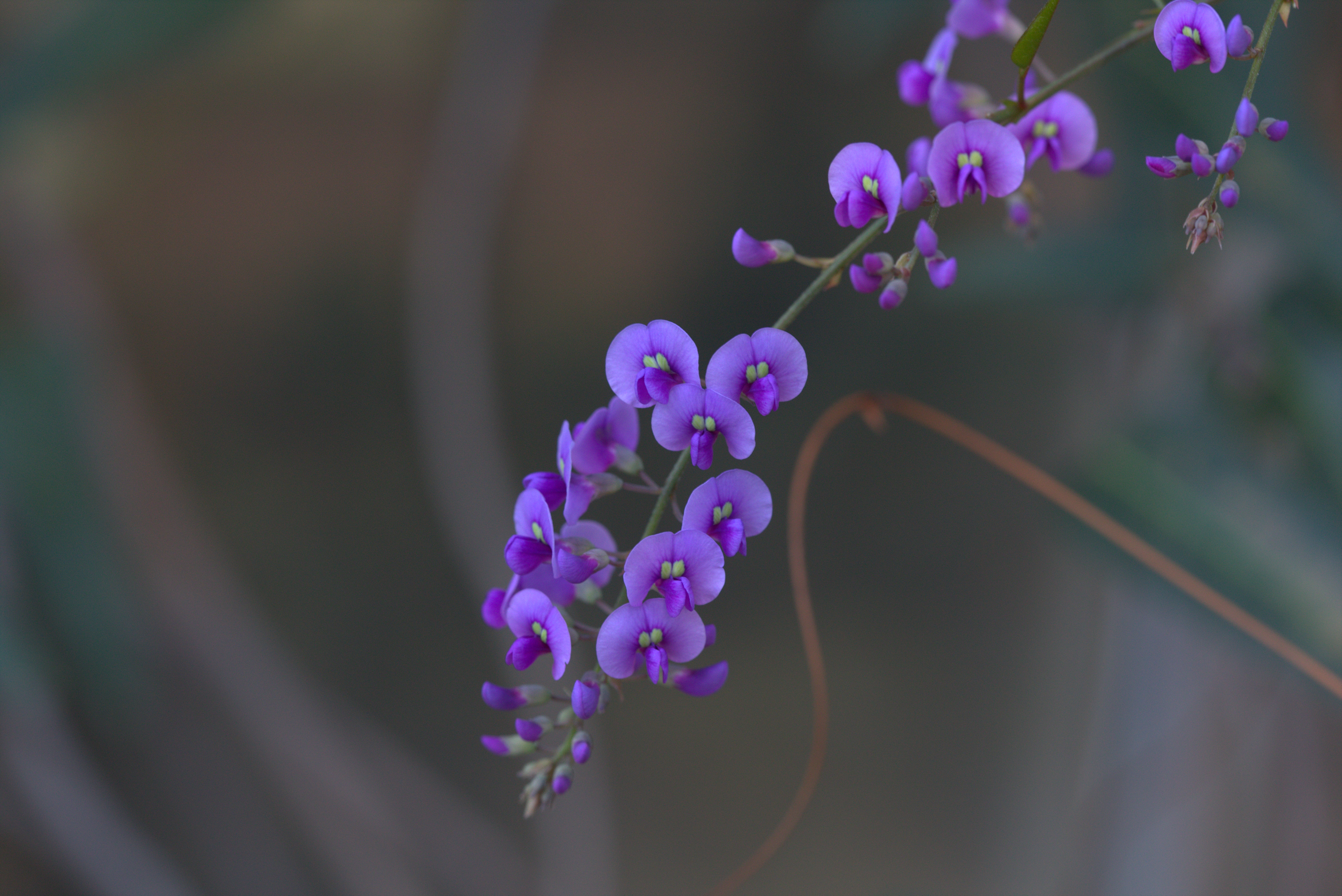